# Bela Vista (São Tomé i Príncipe)
Bela Vista és una localitat de São Tomé i Príncipe. Es troba al districte de Lobata, al nord de l'illa de São Tomé. La seva població és de 276 (2008 est.). Està situada a l'est de la capital, São Tomé. Limita amb Conde al nord-oest, Santo Amaro a l'est i Correia al sud-est.

## Evolució de la població
| 2001 | 2008 |
| 242  | 276  |